# Juan II Casimiro
Juan II Casimiro o Casimiro V (Cracovia, 22 de marzo de 1609-Nevers, 16 de diciembre de 1672) fue un rey de la Mancomunidad polaco-lituana (1648-1668). Era el segundo hijo del monarca sueco-polaco Segismundo III Vasa y de su segunda esposa, la archiduquesa austriaca Constanza de Habsburgo (hija del archiduque Carlos II de Estiria y de María Ana de Baviera, y nieta del emperador Fernando I). Su reinado marcó el fin de Polonia-Lituania como gran potencia y el comienzo de un periodo de decadencia. En él se produjo una grave crisis conocida como «El Diluvio» en el que una conjunción de problemas políticos, económicos, culturales, religiosos permitió que el país quedase casi completamente ocupado por suecos, rusos y cosacos. Aunque Juan Casimiro acabó derrotando a los suecos y deteniendo a los invasores del este, no logró implantar las necesarias reformas para resolver los problemas que habían permitido que estallase la crisis.
Sucesor de su medio hermano, Vladislao IV, se vio obligado a enfrentarse entre 1655 y 1660 a los ejércitos combinados de suecos y húngaros transilvanos al mando del rey Carlos X Gustavo de Suecia y el príncipe Jorge Rákóczi II de Transilvania, consiguiendo la victoria al comienzo, pero siendo derrotado finalmente. Tras las batallas, si bien Rákóczi se vio forzado a regresar por haber sido destituido del cargo, Carlos X permaneció en suelo polaco. Juan II Casimiro fue despojado de sus dominios por los suecos, pero recuperó el territorio con apoyo de Brandeburgo y Austria (1660). Al no poder reforzar el poder real, abdicó y se exilió en Francia. Está enterrado en la iglesia de Saint-Germain-des-Prés de París.

## Antes de alcanzar el trono polaco-lituano

### Familia, educación y periodo como jefe militar
Era hermano menor de su predecesor en el trono polaco-lituano Vladislao IV y nació en Cracovia en 1609. Era hijo de Segismundo III Vasa y de su segunda esposa, Constanza de Habsburgo. Como su hermano, tenía inclinación por los asuntos militares, aunque era mucho más religioso que él. Los dos hermanos no tenían una relación muy estrecha, lo que quizá se debió a una conjunción de circunstancias: tenían caracteres muy diferentes, había una gran diferencia de edad entre ellos, y ya desde 1612 Juan Casimiro esperaba heredar el trono de Vladislao, quien a su vez parecía que iba a obtener el del Zarato ruso. Todos los hermanos, al igual que su padre, recibieron una esmerada educación y Juan Casimiro fue un gran amante de la música, además de ser capaz de tocar el laúd y la tiorba.
El fracaso de los intentos de su padre Segismundo III de recuperar Suecia hizo que los hermanos menores de Vladislao IV quedasen sin feudos que regir y acabasen obteniendo cargos en la Iglesia católica. Este fue el caso también de Juan Casimiro, si bien después de una etapa dedicada a la guerra. Con apenas quince años participó en la campaña de Smolensko. Luego partió a Viena a participar en una campaña contra el Imperio otomano que no llegó a acometerse. Anulada ésta, entró al servicio de los Habsburgo austriacos y mandó una unidad de caballería ligera de cosacos ucranianos compuesta por cuatro mil hombres que se enfrentó a los franceses. Por entonces, los Habsburgo se enfrentaban a Francia en la guerra de los Treinta Años.
Aunque volvió a Polonia a petición de Vladislao, la falta de actividad hizo que volviese a abandonarla y marchase en 1638 a servir en la Armada Española. Para llegar de Barcelona a Génova, se embarcó en una galera. Afectado por el mareo, decidió desembarcar en Saint-Tropez. Continuó el viaje por tierra a Marsella. Sin embargo, fue reconocido por la policía de Richelieu. Salió con el primer barco que zarpaba del puerto, pero en Tour de Bouc (actual Port-de-Bouc) fue apresado por orden de Richelieu. Fue llevado inmediatamente a la prisión de Fort Salon (ahora Salon-de-Provence) y trasladado luego a la ciudadela de Sisteron, donde el 13 de febrero de 1639 fue recibido con los honores debidos a su rango pero enseguida internado en la cárcel ubicada en la parte superior de la ciudadela. Transferido a un calabozo de Vincennes el 16 de agosto de 1639, finalmente fue puesto en libertad por decisión de Richelieu. En total, pasó dos años prisionero de Francia como castigo por la alianza de su hermano con los Habsburgo.

### Religioso
Liberado al fin, pasó tres años en su país antes de volver a abandonarlo y marchar a Italia. Allí y por sorpresa, se hizo jesuita, en 1644. Como la orden deseaba que regresase a la Mancomunidad para fortalecer el catolicismo y Juan Casimiro no deseaba abandonar Roma, dejó a los jesuitas y permaneció en la ciudad italiana. El papa Inocencio X lo nombró cardenal en 1646, pero acabó por volver a Polonia cuando falleció el heredero y único hijo varón de su hermano Vladislao.

La Mancomunidad polaco-lituana en 1660, tras las guerras contra suecos y transilvanos

### Ascenso al trono
Al morir este, se postuló para sucederlo. El fallecimiento había sido inesperado, y Juan Casimiro se hallaba por entonces en Estiria camino de Italia, y hubo de regresar a la Confederación apresuradamente y enfrentarse a la candidatura rival de su hermano Carlos Fernando, obispo de Breslavia, y la menos amenazante de la de un hijo del príncipe de Transilvania. El Parlamento polaco se reunió en Varsovia en julio de 1648 para tratar la elección del nuevo rey, en medio de la sangrienta rebelión cosaca. Juan Casimiro obtuvo el apoyo de la reina viuda, María Luisa de Gonzaga, del canciller Jerzy Ossoliński y del atamán cosaco Bogdán Jmelnitski, así como los de Francia, Suecia y Brandeburgo. El respaldo de este último fue decisivo para que Juan Casimiro obtuviese la corona el 17 de enero de 1649, tras la elección por unanimidad el 20 de noviembre anterior. Gracias a una dispensa papal, en mayo de ese año Juan Casimiro pudo desposar a la viuda de su hermano, que esperaba que el nuevo rey siguiese la línea negociadora del difunto Vladislao con los levantiscos cosacos.
La elección del nuevo rey estuvo marcada por los sucesos en los territorios ucranianos: Juan Casimiro obtuvo el respaldo de la fracción conciliadora, que deseaba tratar con los rebeldes y otorgar a los ortodoxos ciertos derechos. El canciller Ossoliński deseaba mantener la tradicional alianza entre el soberano y los cosacos, que servía de contrapeso al poder de la nobleza polaca. Kysil, por su parte, deseaba que se admitiese la igualdad de la nobleza ortodoxa con la católica y se reconociesen los obispados grecocatólicos y se les otorgasen a sus obispos escaños en el Parlamento.

## Rey

### Revuelta cosaca
Una de las primeras medidas de Juan Casimiro fue enviar al principal asesor real en asuntos cosacos, Adam Kysil a Ucrania y confirmar el título de hetman a Jmelnitski. Éste se había alzado en la primavera de 1648 contra la nobleza polaca de Ucrania. Los intentos de sofocar militarmente la rebelión habían fracasado y Jmelnitski se había instalado en Kiev casi como soberano de los territorios ucranianos.

Pérdidas territoriales polaco-lituanas en el Tratado de Andrúsovo de 1667, que puso fin al conflicto con Rusia aunque no a la violencia en los territorios rutenos. El tratado dividió en dos el Hetmanato cosaco.

El rey entregó el mando de un ejército de quince mil soldados a su rival en la elección al trono, el mayor hacendado de Ucrania y candidato de los extremistas, Jeremi Wiśniowiecki, que quedó cercado en Zbarazh por cuarenta mil cosacos y tártaros. Juan Casimiro acudió con veinticinco mil soldados a socorrerlo, pero fue a su vez sorprendido y derrotado por el enemigo. Salió del apuro convenciendo al kan tártaro İslâm III Giray de retirarse del conflicto, lo que obligó a Jmelnitski a tratar con él. El 18 de agosto de 1649, los dos bandos alcanzaron un acuerdo en Zboriv. Cada uno, sin embargo, lo consideró simplemente una tregua, y trató de reforzar su posición para imponerse al otro. Jmelnitski deseaba proclamarse independiente, ligarse con otras potencias ortodoxas y protestantes y obligar a Juan Casimiro a admitir la independencia ucraniana. Deseaba también arrebatarle el trono polaco-lituano y entregárselo al príncipe transilvano Jorge Rákóczi II.
Entre los polacos también los radicales que deseaban acabar por la fuerza con la rebelión ucraniana tomaron el mando. El canciller Ossoliński, considerado responsable del acuerdo de Zboriv, fue destituido, con la aquiescencia del rey. Wiśniowiecki fue nombrado hetman y se le entregó un gran ejército de cien mil hombres, compuesto por levas de los nobles, ejércitos privados de estos, tropas regulares y milicias provinciales. Este gran ejército venció a otro de igual tamaño de cosacos y tártaros en la batalla de Berestechko el 30 de junio de 1651. La marcha de los contingentes de los nobles y la denodada resistencia de los rebeldes llevó a la firma de un nuevo acuerdo entre el rey y Jmelnitski, menos favorable a este. En 1652, se reanudaron los combates, y al año siguiente Juan Casimiro invadió de nuevo Ucrania, infructuosamente. Hasta entonces ninguna de las partes había conseguido imponerse a la otra.
La firma del Tratado de Hadiach en 1658 con el nuevo hetman Iván Vigovski no sirvió para poner fin al conflicto. La oposición de la nobleza polaco-lituana a aceptar a la rutena y a los cosacos como iguales permitió a Rusia atizar el descontento con Vigovski y expulsarlo. A su huida le siguieron tiempos de caos en el Hetmanato cosaco por el enfrentamiento de distintos candidatos al cargo de hetman. La guerra entre Polonia-Lituania y Rusia terminó con el Tratado de Andrúsovo, que dividió la región en dos zonas separadas por río Dniéper. La Zaporozhia quedó como condominio de las dos potencias; el rechazo de muchos cosacos al acuerdo hizo que no cesase la violencia en la zona.

### Fracción real
Para reforzar su poder, Juan Casimiro y su esposa trataron de crear en el Senado una fracción afín y de aumentar sus recursos económicos mediante la venta de cargos y el nombramiento de partidarios, en ocasiones casados con damas de honor de la reina. El ejemplo más destacado de estos matrimonios con fines políticos fue en del futuro monarca Juan III Sobieski con María Casimira Luisa de la Grange d'Arquien. Estas medidas, si bien alcanzaron su objetivo, disgustaron a muchos nobles, incapaces de pagar los precios que imponían los reyes por los cargos que ansiaban, remisos a hacerlo o incapaces de desposar a las damas de la reina por estar ya casados. Esta hostilidad de parte de la aristocracia allanó las invasiones del país, con las que los adversarios de rey colaboraron con el fin de entregar el trono a un monarca más favorable a sus intereses.
Algunos aspectos del carácter de Juan Casimiro tampoco le favorecieron: mientras que su difunto hermano había tenido facilidad para hacerse querer, él solía resultar antipático; su actitud excesiva altivez, debida al largo tiempo que había vivido eclipsado por Vladislao, tampoco le granjeaba las voluntades. Entre ortodoxos y protestantes tampoco sentaban bien sus demostraciones de piedad católica, entre ellas las numerosas peregrinaciones que realizó. Los tradicionalistas también vieron con malos ojos el acercamiento a Francia que conllevó la boda con la viuda de Vladislao y la importación de la moda francesa, que condenaban por indecorosa. La influencia de la reina en el gobierno y las desavenencias entre ella y su esposo por las aventuras sexuales de éste, a veces ventiladas en público, también tenían críticos. Por el contrario, se alabó el patrocinio de la reina tanto de las artes como de las ciencias.

### Invasión sueca: el «Diluvio»
La abdicación de Cristina de Suecia en 1654 y las conquistas rusas en Bielorrusia desencadenaron una crisis en la República de las Dos Naciones. La entrega de la Corona sueca a Carlos X Gustavo de Suecia puso en el trono sueco, que Juan Casimiro aún reclamaba, a un monarca más impetuoso, decidido a aprovechar los aprietos polaco-lituanos para expandirse en la región. Las negociaciones entre Juan Casimiro y Carlos Gustavo, que en principio había propuesto coligarse contra los rusos que creía amenazaban la Livonia sueca, fracasaron por las ambiciones de los dos soberanos: el primero deseaba para sí el cetro de Suecia y el segundo, extender sus territorios en la costa báltica.
La apurada situación del Estado, en dificultades ya para enfrentarse a cosacos y rusos, se tornó todavía más grave por el escaso apoyo que Juan Casimiro obtuvo de la nobleza. Gran parte de ella creía que el fracaso de la alianza sueca se debía al egoísmo del monarca, que había antepuesto su ambición personal y dinástica a los intereses estatales. Los siete años de copiosos impuestos para financiar la inacabable guerra con los cosacos hicieron también que los aristócratas fuesen remisos a aprobar nuevas contribuciones para afrontar la invasión sueca. Preferían confiar en sus propias levas que sufragar tropas estatales. Juan Casimiro había decidido no nombrar grandes atamanes en Polonia y Lituania cuando fallecieron los que ocupaban el cargo vitalicio (Mikołaj Potocki en 1651 y Janusz Kiszka en 1653); buscaba así concentrar el poder militar en su persona, pero con ello se hizo también responsable de los sucesivos reveses militares, que socavaron su prestigio.
La nobleza y los burgueses del Ducado de Prusia tardaron en aceptar a su nuevo soberano, Federico Guillermo I de Brandeburgo, pues éste los disgustó imponiéndoles un virrey y recaudando crecidos impuestos. Como Juan Casimiro creía que podría contar con la colaboración del elector de Brandeburgo en su lucha contra los rusos y que la república se hallaba demasiado débil para enfrentarse con él de todas formas, rechazó ayudar a sus antiguos súbditos, que finalmente juraron fidelidad a Federico Guillermo en octubre de 1663.

## Fracaso de las reformas y abdicación
Pese al convencimiento tanto del círculo real como de parte de la nobleza de la necesidad de reformar el sistema político tras la grave crisis sufrida por el Estado por las guerras con los cosacos, rusos y suecos, las partes no se pusieron de acuerdo en cómo llevarlas a cabo. Juan Casimiro se concentró en lograr que se aceptase como heredero suyo a Enrique III de Borbón-Condé, duque de Enghien, aprovechando las simpatías hacia Francia que esta se había granjeado al mediar en las negociaciones de paz con Suecia. Pero su insistencia en arrumbar el sistema electivo del heredero y en que su candidato fuese aceptado finalmente no logró este objetivo, sino que desencadenó una rebelión. Jerzy Lubomirski, atamán que antes había respaldado los planes de Juan Casimiro, había sido condenado por traición al negarse a participar en una campaña contra Rusia. Huyó a Silesia, reunió tropas y vuelto a Polonia derrotó al rey en la batalla de Mątwy. Este tuvo que perdonar a Lubomirski y abandonar sus planes de ceder el trono al duque de Enghien.
Incapaz de imponer ya su criterio tras la derrota militar, Juan Casimiro aceptó respaldar a un nuevo candidato profrancés, Felipe Guillermo de Neoburgo. A cambio de abdicar, recibió ciento cincuenta mil libras y la promesa de que si el duque de Neoburgo era elegido soberano, éste pagaría todas sus deudas. Juan Casimiro aceptó la oferta, abdicó, se mudó a Francia y obtuvo de Luis XIV siete monasterios. Aunque el duque francés no obtuvo el cetro polaco-lituano, Juan Casimiro permaneció en Francia hasta su muerte el 16 de diciembre de 1672. Su corazón se enterró en uno de sus monasterios franceses, el de Saint-Germain-des-Prés, mientras que el resto de su cuerpo se trasladó a la catedral de Wawel, en Cracovia.

## Títulos reales
Títulos oficiales en latín: Ioannes Casimirus, Dei Gratia rex Poloniae, magnus dux Lithuaniae, Russie, Prussiae, Masoviae, Samogitiae, Livoniae, Smolenscie, Severiae, Czernichoviaeque; nec non Suecorum, Gothorum, Vandalorumque haereditarius rex, etc.
| Predecesor: Vladislao IV | Rey de Polonia y gran duque de Lituania 1648-1668 | Sucesor: Miguel Korybut Wisniowiecki |

## Ancestros
| \| \| \| \| \| \| \| \| \| \| \| \| \| \| \| \| \| \| \| \| 16. riksråd Erik Johansson Vasa \| \| \| \| \| \| \| \| \| \| \| \| \| \| \| \| \| \| \| \| \| \| \| \| \| \| \| \| \| \| \| \| \| \| \| \| \| \| \| \| \| \| \| \| \| \| \| \| \| \| \| \| \| \| 8. Rey Gustavo I de Suecia \| \| \| \| \| \| \| \| \| \| \| \| \| \| \| \| \| \| \| \| \| \| \| \| \| \| \| \| \| \| \| \| \| \| \| \| \| \| \| \| \| \| \| \| \| \| \| \| \| \| \| \| \| \| 17. Fru Cecilia Månsdotter \| \| \| \| \| \| \| \| \| \| \| \| \| \| \| \| \| \| \| \| \| \| \| \| \| \| \| \| \| \| \| \| \| \| \| \| \| \| \| \| \| \| \| \| \| \| \| \| \| \| \| \| \| \| 4. Rey Juan III de Suecia \| \| \| \| \| \| \| \| \| \| \| \| \| \| \| \| \| \| \| \| \| \| \| \| \| \| \| \| \| \| \| \| \| \| \| \| \| \| \| \| \| \| \| \| \| \| \| \| \| \| \| \| \| \| 18. riksråd Erik Abrahamsson Leijonhufvud \| \| \| \| \| \| \| \| \| \| \| \| \| \| \| \| \| \| \| \| \| \| \| \| \| \| \| \| \| \| \| \| \| \| \| \| \| \| \| \| \| \| \| \| \| \| \| \| \| \| \| \| \| \| 9. Reina Margaret Leijonhufvud de Suecia \| \| \| \| \| \| \| \| \| \| \| \| \| \| \| \| \| \| \| \| \| \| \| \| \| \| \| \| \| \| \| \| \| \| \| \| \| \| \| \| \| \| \| \| \| \| \| \| \| \| \| \| \| \| 19. Fru Ebba Eriksdotter Vasa \| \| \| \| \| \| \| \| \| \| \| \| \| \| \| \| \| \| \| \| \| \| \| \| \| \| \| \| \| \| \| \| \| \| \| \| \| \| \| \| \| \| \| \| \| \| \| \| \| \| \| \| \| \| 2. Rey Segismundo III de Polonia \| \| \| \| \| \| \| \| \| \| \| \| \| \| \| \| \| \| \| \| \| \| \| \| \| \| \| \| \| \| \| \| \| \| \| \| \| \| \| \| \| \| \| \| \| \| \| \| \| \| \| \| \| \| 20. Rey Casimiro IV Jagiellon de Polonia \| \| \| \| \| \| \| \| \| \| \| \| \| \| \| \| \| \| \| \| \| \| \| \| \| \| \| \| \| \| \| \| \| \| \| \| \| \| \| \| \| \| \| \| \| \| \| \| \| \| \| \| \| \| 10. Rey Segismundo I de Polonia el viejo \| \| \| \| \| \| \| \| \| \| \| \| \| \| \| \| \| \| \| \| \| \| \| \| \| \| \| \| \| \| \| \| \| \| \| \| \| \| \| \| \| \| \| \| \| \| \| \| \| \| \| \| \| \| 21. Archiduquesa Elisabeth de Austria \| \| \| \| \| \| \| \| \| \| \| \| \| \| \| \| \| \| \| \| \| \| \| \| \| \| \| \| \| \| \| \| \| \| \| \| \| \| \| \| \| \| \| \| \| \| \| \| \| \| \| \| \| \| 5. Reina Catherine Jagiellon de Polonia \| \| \| \| \| \| \| \| \| \| \| \| \| \| \| \| \| \| \| \| \| \| \| \| \| \| \| \| \| \| \| \| \| \| \| \| \| \| \| \| \| \| \| \| \| \| \| \| \| \| \| \| \| \| 22. VI Duque Gian Galeazzo II Sforza de Milan \| \| \| \| \| \| \| \| \| \| \| \| \| \| \| \| \| \| \| \| \| \| \| \| \| \| \| \| \| \| \| \| \| \| \| \| \| \| \| \| \| \| \| \| \| \| \| \| \| \| \| \| \| \| 11. Reina Bona Sforza de Milan \| \| \| \| \| \| \| \| \| \| \| \| \| \| \| \| \| \| \| \| \| \| \| \| \| \| \| \| \| \| \| \| \| \| \| \| \| \| \| \| \| \| \| \| \| \| \| \| \| \| \| \| \| \| 23. Princesa Isabella de Napoles \| \| \| \| \| \| \| \| \| \| \| \| \| \| \| \| \| \| \| \| \| \| \| \| \| \| \| \| \| \| \| \| \| \| \| \| \| \| \| \| \| \| \| \| \| \| \| \| \| \| \| \| \| \| 1. Juan II Casimiro de Polonia \| \| \| \| \| \| \| \| \| \| \| \| \| \| \| \| \| \| \| \| \| \| \| \| \| \| \| \| \| \| \| \| \| \| \| \| \| \| \| \| \| \| \| \| \| \| \| \| \| \| \| \| \| \| 24. Rey Felipe I de Castilla \| \| \| \| \| \| \| \| \| \| \| \| \| \| \| \| \| \| \| \| \| \| \| \| \| \| \| \| \| \| \| \| \| \| \| \| \| \| \| \| \| \| \| \| \| \| \| \| \| \| \| \| \| \| 12. Sacro Emperador Fernando I Romano \| \| \| \| \| \| \| \| \| \| \| \| \| \| \| \| \| \| \| \| \| \| \| \| \| \| \| \| \| \| \| \| \| \| \| \| \| \| \| \| \| \| \| \| \| \| \| \| \| \| \| \| \| \| 25. Reina Juana I de Castilla \| \| \| \| \| \| \| \| \| \| \| \| \| \| \| \| \| \| \| \| \| \| \| \| \| \| \| \| \| \| \| \| \| \| \| \| \| \| \| \| \| \| \| \| \| \| \| \| \| \| \| \| \| \| 6. Archiduque Carlos II de Estiria \| \| \| \| \| \| \| \| \| \| \| \| \| \| \| \| \| \| \| \| \| \| \| \| \| \| \| \| \| \| \| \| \| \| \| \| \| \| \| \| \| \| \| \| \| \| \| \| \| \| \| \| \| \| 26. Rey Vladislao II de Bohemia y Hungría \| \| \| \| \| \| \| \| \| \| \| \| \| \| \| \| \| \| \| \| \| \| \| \| \| \| \| \| \| \| \| \| \| \| \| \| \| \| \| \| \| \| \| \| \| \| \| \| \| \| \| \| \| \| 13. Emperatriz Anne de Bohemia y Hungría \| \| \| \| \| \| \| \| \| \| \| \| \| \| \| \| \| \| \| \| \| \| \| \| \| \| \| \| \| \| \| \| \| \| \| \| \| \| \| \| \| \| \| \| \| \| \| \| \| \| \| \| \| \| 27. Reina Anne de Foix-Candale \| \| \| \| \| \| \| \| \| \| \| \| \| \| \| \| \| \| \| \| \| \| \| \| \| \| \| \| \| \| \| \| \| \| \| \| \| \| \| \| \| \| \| \| \| \| \| \| \| \| \| \| \| \| 3. Reina Constance de Austria \| \| \| \| \| \| \| \| \| \| \| \| \| \| \| \| \| \| \| \| \| \| \| \| \| \| \| \| \| \| \| \| \| \| \| \| \| \| \| \| \| \| \| \| \| \| \| \| \| \| \| \| \| \| 28. Duque Guillermo IV de Baviera \| \| \| \| \| \| \| \| \| \| \| \| \| \| \| \| \| \| \| \| \| \| \| \| \| \| \| \| \| \| \| \| \| \| \| \| \| \| \| \| \| \| \| \| \| \| \| \| \| \| \| \| \| \| 14. Duque Alberto V de Baviera \| \| \| \| \| \| \| \| \| \| \| \| \| \| \| \| \| \| \| \| \| \| \| \| \| \| \| \| \| \| \| \| \| \| \| \| \| \| \| \| \| \| \| \| \| \| \| \| \| \| \| \| \| \| 29. Margravina Marie de Baden-Sponheim \| \| \| \| \| \| \| \| \| \| \| \| \| \| \| \| \| \| \| \| \| \| \| \| \| \| \| \| \| \| \| \| \| \| \| \| \| \| \| \| \| \| \| \| \| \| \| \| \| \| \| \| \| \| 7. Duquesa Maria Anna de Baviera \| \| \| \| \| \| \| \| \| \| \| \| \| \| \| \| \| \| \| \| \| \| \| \| \| \| \| \| \| \| \| \| \| \| \| \| \| \| \| \| \| \| \| \| \| \| \| \| \| \| \| \| \| \| 30. Rey Ferdinando I de Hungria (=12) \| \| \| \| \| \| \| \| \| \| \| \| \| \| \| \| \| \| \| \| \| \| \| \| \| \| \| \| \| \| \| \| \| \| \| \| \| \| \| \| \| \| \| \| \| \| \| \| \| \| \| \| \| \| 15. Archiduquesa Anna de Austria \| \| \| \| \| \| \| \| \| \| \| \| \| \| \| \| \| \| \| \| \| \| \| \| \| \| \| \| \| \| \| \| \| \| \| \| \| \| \| \| \| \| \| \| \| \| \| \| \| \| \| \| \| \| 31. Princesa Anna de Bohemia y Hungria (=13) \| \| \| \| \| \| \| \| \| \| \| \| \| \| \| \| \| \| \| \| \| \| \| \| \| \| \| \| \| \| \| \| \| \| \| \| \| \| \| \| \| \| \| \| \| \| \| \| \| \| \| \| |                                               |  |  |  |  |  |  |  |  |  |  |  |  |  |  |  |
| |                                               |  |  |  |  |  |  |  |  |  |  |  |  |  |  |  |
| | 16. riksråd Erik Johansson Vasa               |  |  |  |  |  |  |  |  |  |  |  |  |  |  |  |
| |                                               |  |  |  |  |  |  |  |  |  |  |  |  |  |  |  |
| |                                               |  |  |  |  |  |  |  |  |  |  |  |  |  |  |  |
| | 8. Rey Gustavo I de Suecia                    |  |  |  |  |  |  |  |  |  |  |  |  |  |  |  |
| |                                               |  |  |  |  |  |  |  |  |  |  |  |  |  |  |  |
| |                                               |  |  |  |  |  |  |  |  |  |  |  |  |  |  |  |
| | 17. Fru Cecilia Månsdotter                    |  |  |  |  |  |  |  |  |  |  |  |  |  |  |  |
| |                                               |  |  |  |  |  |  |  |  |  |  |  |  |  |  |  |
| |                                               |  |  |  |  |  |  |  |  |  |  |  |  |  |  |  |
| | 4. Rey Juan III de Suecia                     |  |  |  |  |  |  |  |  |  |  |  |  |  |  |  |
| |                                               |  |  |  |  |  |  |  |  |  |  |  |  |  |  |  |
| |                                               |  |  |  |  |  |  |  |  |  |  |  |  |  |  |  |
| | 18. riksråd Erik Abrahamsson Leijonhufvud     |  |  |  |  |  |  |  |  |  |  |  |  |  |  |  |
| |                                               |  |  |  |  |  |  |  |  |  |  |  |  |  |  |  |
| |                                               |  |  |  |  |  |  |  |  |  |  |  |  |  |  |  |
| | 9. Reina Margaret Leijonhufvud de Suecia      |  |  |  |  |  |  |  |  |  |  |  |  |  |  |  |
| |                                               |  |  |  |  |  |  |  |  |  |  |  |  |  |  |  |
| |                                               |  |  |  |  |  |  |  |  |  |  |  |  |  |  |  |
| | 19. Fru Ebba Eriksdotter Vasa                 |  |  |  |  |  |  |  |  |  |  |  |  |  |  |  |
| |                                               |  |  |  |  |  |  |  |  |  |  |  |  |  |  |  |
| |                                               |  |  |  |  |  |  |  |  |  |  |  |  |  |  |  |
| | 2. Rey Segismundo III de Polonia              |  |  |  |  |  |  |  |  |  |  |  |  |  |  |  |
| |                                               |  |  |  |  |  |  |  |  |  |  |  |  |  |  |  |
| |                                               |  |  |  |  |  |  |  |  |  |  |  |  |  |  |  |
| | 20. Rey Casimiro IV Jagiellon de Polonia      |  |  |  |  |  |  |  |  |  |  |  |  |  |  |  |
| |                                               |  |  |  |  |  |  |  |  |  |  |  |  |  |  |  |
| |                                               |  |  |  |  |  |  |  |  |  |  |  |  |  |  |  |
| | 10. Rey Segismundo I de Polonia el viejo      |  |  |  |  |  |  |  |  |  |  |  |  |  |  |  |
| |                                               |  |  |  |  |  |  |  |  |  |  |  |  |  |  |  |
| |                                               |  |  |  |  |  |  |  |  |  |  |  |  |  |  |  |
| | 21. Archiduquesa Elisabeth de Austria         |  |  |  |  |  |  |  |  |  |  |  |  |  |  |  |
| |                                               |  |  |  |  |  |  |  |  |  |  |  |  |  |  |  |
| |                                               |  |  |  |  |  |  |  |  |  |  |  |  |  |  |  |
| | 5. Reina Catherine Jagiellon de Polonia       |  |  |  |  |  |  |  |  |  |  |  |  |  |  |  |
| |                                               |  |  |  |  |  |  |  |  |  |  |  |  |  |  |  |
| |                                               |  |  |  |  |  |  |  |  |  |  |  |  |  |  |  |
| | 22. VI Duque Gian Galeazzo II Sforza de Milan |  |  |  |  |  |  |  |  |  |  |  |  |  |  |  |
| |                                               |  |  |  |  |  |  |  |  |  |  |  |  |  |  |  |
| |                                               |  |  |  |  |  |  |  |  |  |  |  |  |  |  |  |
| | 11. Reina Bona Sforza de Milan                |  |  |  |  |  |  |  |  |  |  |  |  |  |  |  |
| |                                               |  |  |  |  |  |  |  |  |  |  |  |  |  |  |  |
| |                                               |  |  |  |  |  |  |  |  |  |  |  |  |  |  |  |
| | 23. Princesa Isabella de Napoles              |  |  |  |  |  |  |  |  |  |  |  |  |  |  |  |
| |                                               |  |  |  |  |  |  |  |  |  |  |  |  |  |  |  |
| |                                               |  |  |  |  |  |  |  |  |  |  |  |  |  |  |  |
| | 1. Juan II Casimiro de Polonia                |  |  |  |  |  |  |  |  |  |  |  |  |  |  |  |
| |                                               |  |  |  |  |  |  |  |  |  |  |  |  |  |  |  |
| |                                               |  |  |  |  |  |  |  |  |  |  |  |  |  |  |  |
| | 24. Rey Felipe I de Castilla                  |  |  |  |  |  |  |  |  |  |  |  |  |  |  |  |
| |                                               |  |  |  |  |  |  |  |  |  |  |  |  |  |  |  |
| |                                               |  |  |  |  |  |  |  |  |  |  |  |  |  |  |  |
| | 12. Sacro Emperador Fernando I Romano         |  |  |  |  |  |  |  |  |  |  |  |  |  |  |  |
| |                                               |  |  |  |  |  |  |  |  |  |  |  |  |  |  |  |
| |                                               |  |  |  |  |  |  |  |  |  |  |  |  |  |  |  |
| | 25. Reina Juana I de Castilla                 |  |  |  |  |  |  |  |  |  |  |  |  |  |  |  |
| |                                               |  |  |  |  |  |  |  |  |  |  |  |  |  |  |  |
| |                                               |  |  |  |  |  |  |  |  |  |  |  |  |  |  |  |
| | 6. Archiduque Carlos II de Estiria            |  |  |  |  |  |  |  |  |  |  |  |  |  |  |  |
| |                                               |  |  |  |  |  |  |  |  |  |  |  |  |  |  |  |
| |                                               |  |  |  |  |  |  |  |  |  |  |  |  |  |  |  |
| | 26. Rey Vladislao II de Bohemia y Hungría     |  |  |  |  |  |  |  |  |  |  |  |  |  |  |  |
| |                                               |  |  |  |  |  |  |  |  |  |  |  |  |  |  |  |
| |                                               |  |  |  |  |  |  |  |  |  |  |  |  |  |  |  |
| | 13. Emperatriz Anne de Bohemia y Hungría      |  |  |  |  |  |  |  |  |  |  |  |  |  |  |  |
| |                                               |  |  |  |  |  |  |  |  |  |  |  |  |  |  |  |
| |                                               |  |  |  |  |  |  |  |  |  |  |  |  |  |  |  |
| | 27. Reina Anne de Foix-Candale                |  |  |  |  |  |  |  |  |  |  |  |  |  |  |  |
| |                                               |  |  |  |  |  |  |  |  |  |  |  |  |  |  |  |
| |                                               |  |  |  |  |  |  |  |  |  |  |  |  |  |  |  |
| | 3. Reina Constance de Austria                 |  |  |  |  |  |  |  |  |  |  |  |  |  |  |  |
| |                                               |  |  |  |  |  |  |  |  |  |  |  |  |  |  |  |
| |                                               |  |  |  |  |  |  |  |  |  |  |  |  |  |  |  |
| | 28. Duque Guillermo IV de Baviera             |  |  |  |  |  |  |  |  |  |  |  |  |  |  |  |
| |                                               |  |  |  |  |  |  |  |  |  |  |  |  |  |  |  |
| |                                               |  |  |  |  |  |  |  |  |  |  |  |  |  |  |  |
| | 14. Duque Alberto V de Baviera                |  |  |  |  |  |  |  |  |  |  |  |  |  |  |  |
| |                                               |  |  |  |  |  |  |  |  |  |  |  |  |  |  |  |
| |                                               |  |  |  |  |  |  |  |  |  |  |  |  |  |  |  |
| | 29. Margravina Marie de Baden-Sponheim        |  |  |  |  |  |  |  |  |  |  |  |  |  |  |  |
| |                                               |  |  |  |  |  |  |  |  |  |  |  |  |  |  |  |
| |                                               |  |  |  |  |  |  |  |  |  |  |  |  |  |  |  |
| | 7. Duquesa Maria Anna de Baviera              |  |  |  |  |  |  |  |  |  |  |  |  |  |  |  |
| |                                               |  |  |  |  |  |  |  |  |  |  |  |  |  |  |  |
| |                                               |  |  |  |  |  |  |  |  |  |  |  |  |  |  |  |
| | 30. Rey Ferdinando I de Hungria (=12)         |  |  |  |  |  |  |  |  |  |  |  |  |  |  |  |
| |                                               |  |  |  |  |  |  |  |  |  |  |  |  |  |  |  |
| |                                               |  |  |  |  |  |  |  |  |  |  |  |  |  |  |  |
| | 15. Archiduquesa Anna de Austria              |  |  |  |  |  |  |  |  |  |  |  |  |  |  |  |
| |                                               |  |  |  |  |  |  |  |  |  |  |  |  |  |  |  |
| |                                               |  |  |  |  |  |  |  |  |  |  |  |  |  |  |  |
| | 31. Princesa Anna de Bohemia y Hungria (=13)  |  |  |  |  |  |  |  |  |  |  |  |  |  |  |  |
| |                                               |  |  |  |  |  |  |  |  |  |  |  |  |  |  |  |
| |                                               |  |  |  |  |  |  |  |  |  |  |  |  |  |  |  |